# Agfa-Gevaert

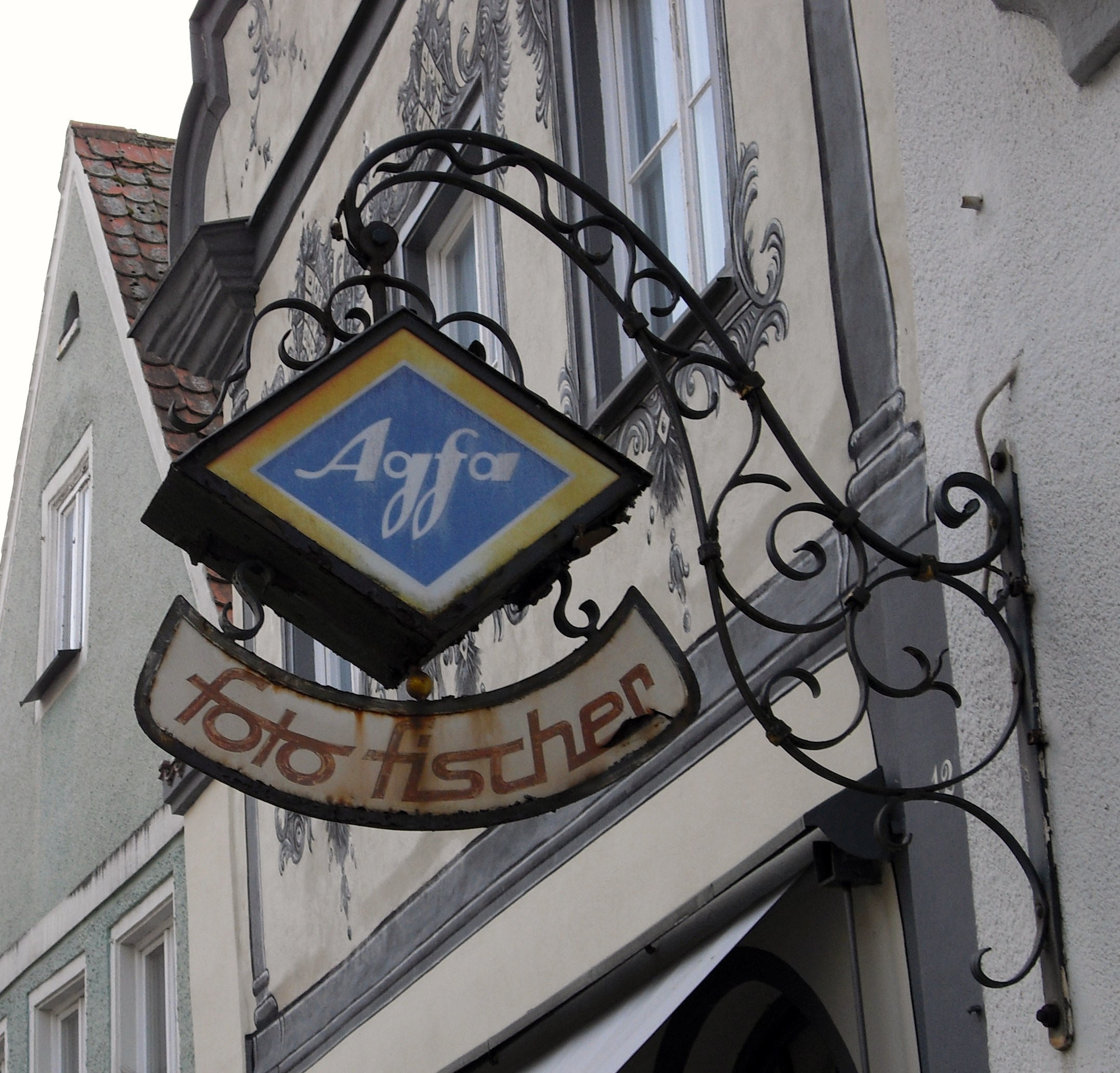
Äldre skylt med Agfa-reklam i Bayern.

Agfa-Gevaert är en tysk-belgisk kamera- och filmkoncern.
Agfa har under lång tid tillsammans med Kodak och Fujifilm varit ett av världens ledande företag inom fotografisk film och kemikalier. Efter flera förlustår har fotodelen år 2004 knoppats av till ett separat företag. De övriga affärsområdena är Graphical Systems samt HealthCare.
År 2004 såldes Agfa:s konsumentdivision till ett företag som grundades via management buyout. AgfaPhoto GmbH, som det nya bolaget hette, gick i konkurs efter bara ett år. Varumärkena ges numera i licens till andra företag genom AgfaPhoto Holding GmbH, ett holdingbolag. Efter denna försäljning är Agfa-Gevaerts handel idag till 100% business-to-business.

## Historia

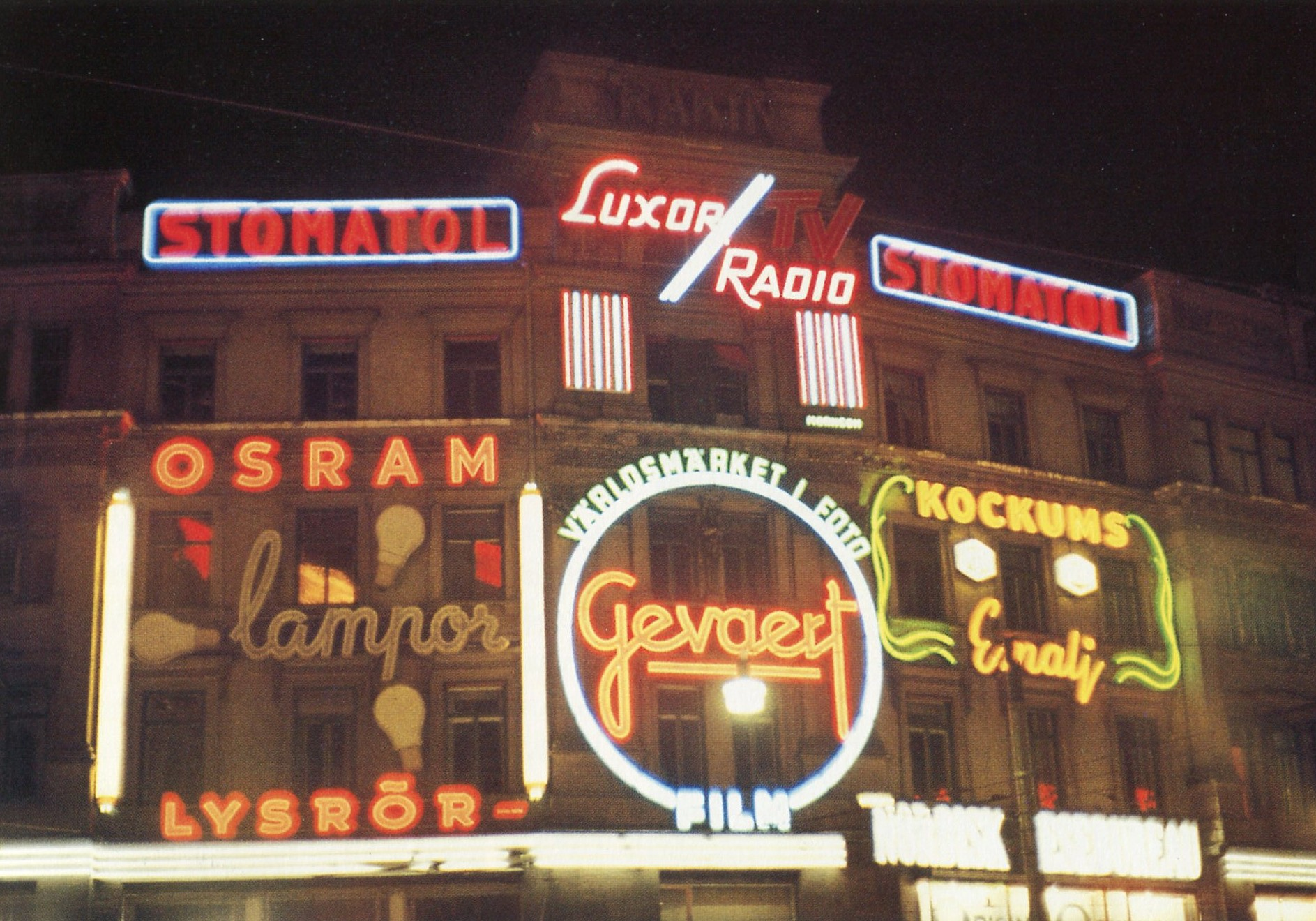
Neonreklam för Gevaert vid Stureplan i Stockholm på 1950-talet.

Agfa grundades i Berlin 1867 som Actien-Gesellschaft für Anilin-Fabrikation, vilket kortades ner till AGFA. Grundare var kemisterna Paul Mendelssohn Bartholdy och Carl Alexander von Martius. 
Gevaert grundades i Antwerpen, Belgien 1894 som L. Gevaert & Cie av Lieven Gevaert. Från början producerade företaget fotopapper men breddade sig till film, plåtar och kemikalier. Efter andra världskriget hade man långt gångna planer på ett förvärv av Agfa.
År 1925 skapade Agfa tillsammans med bland andra BASF och Bayer AG IG Farben.
En av Agfas största framgångar lanserades 1936 då diafilmen Agfacolor Neu kom ut i handeln. Agfacolor Neu var den första moderna färgfilmen baserad på tre emulsionsskikt i rött, grönt och blått. Färgfilm med varunamnet Agfacolor fanns redan 1932 men då enligt autokrommetoden.
Efter andra världskriget grundades det nya Agfa i Leverkusen 1952 som dotterbolag till Bayer AG. I DDR bildades två år senare, 1954, ytterligare ett Agfa-bolag som även det hade en bakgrund i den gamla koncernen. Strider mellan de två Agfa-bolagen ledde till att DDR-Agfa 1964 bytte namn från VEB Filmfabrik Agfa Wolfen till ORWO.
Tyska Agfa och belgiska Gevaert fusionerades 1964 till Agfa-Gevaert AG.

## Några Agfa-kameror i urval

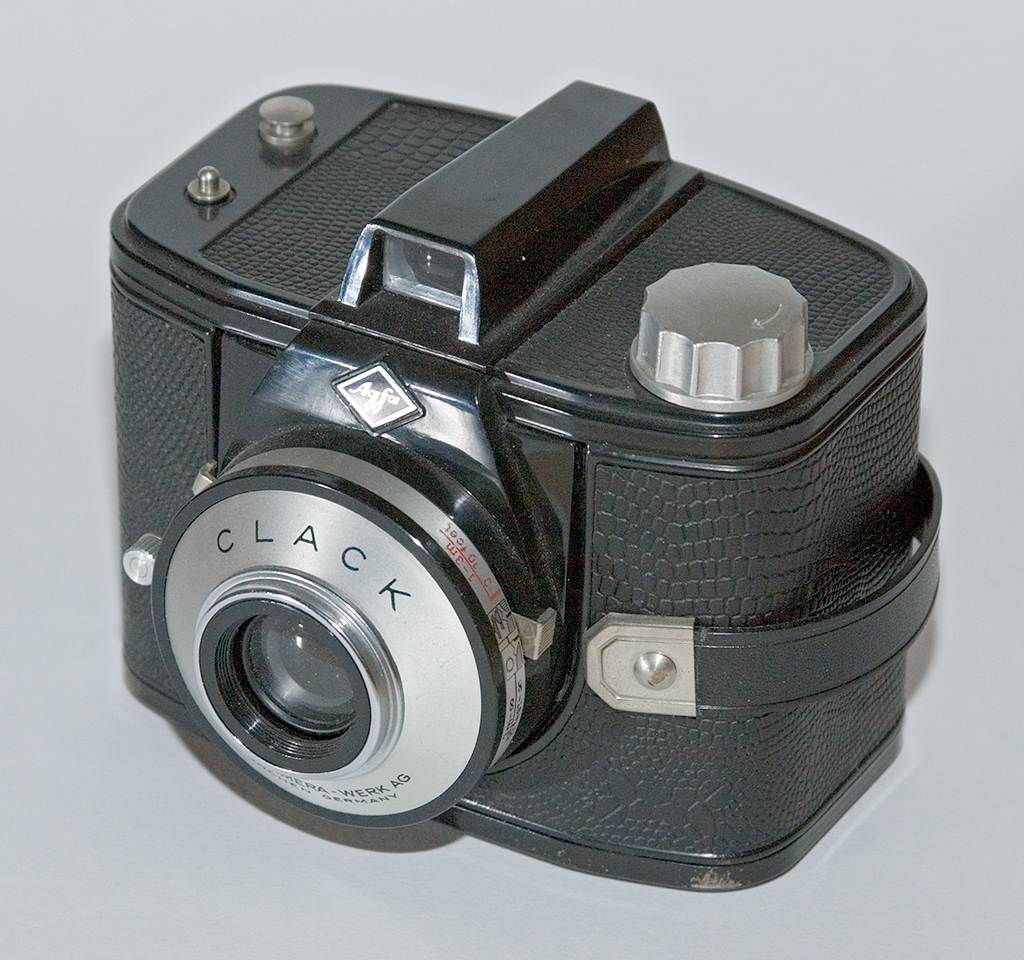
Agfa Clack
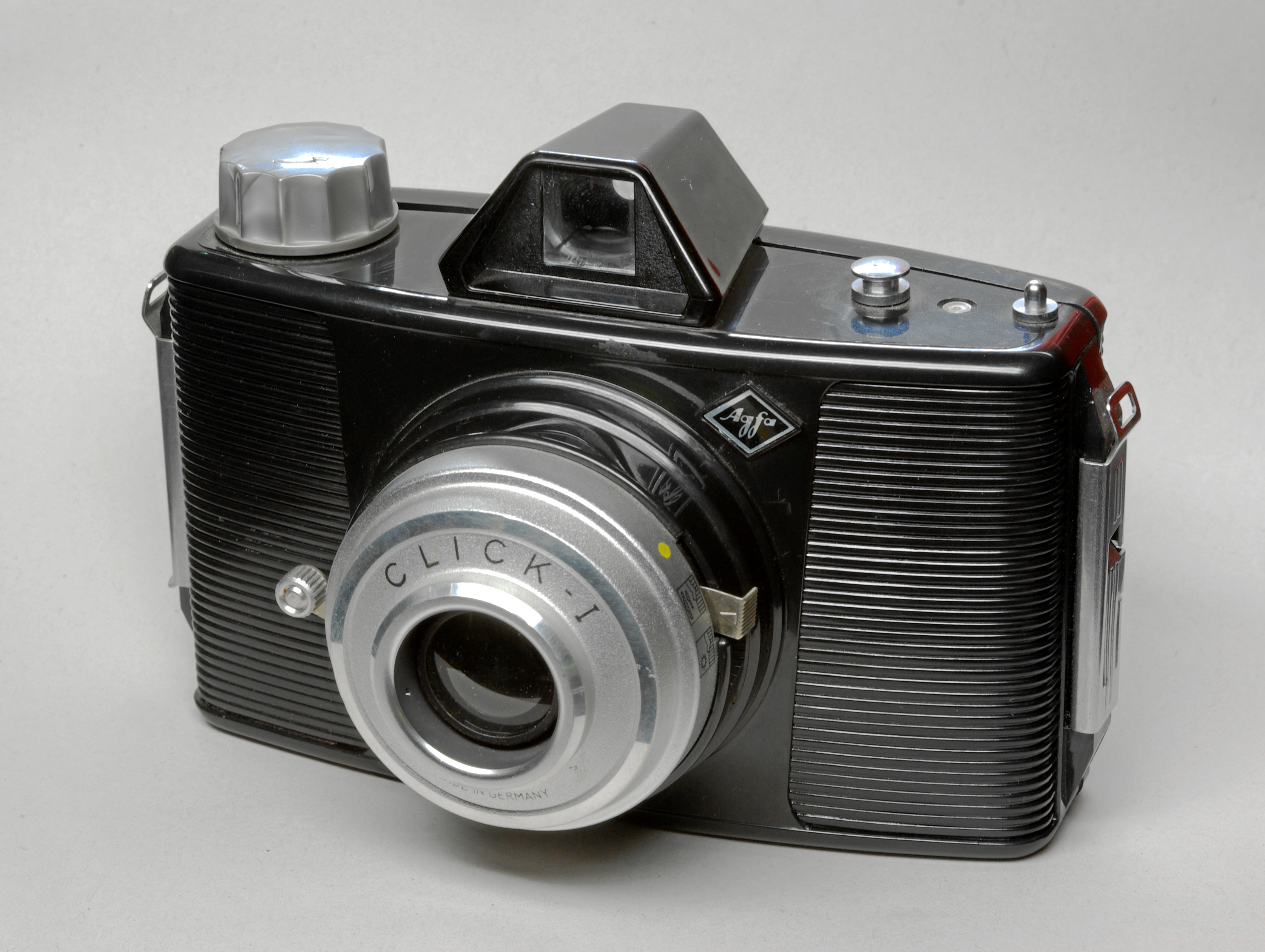
Agfa Click
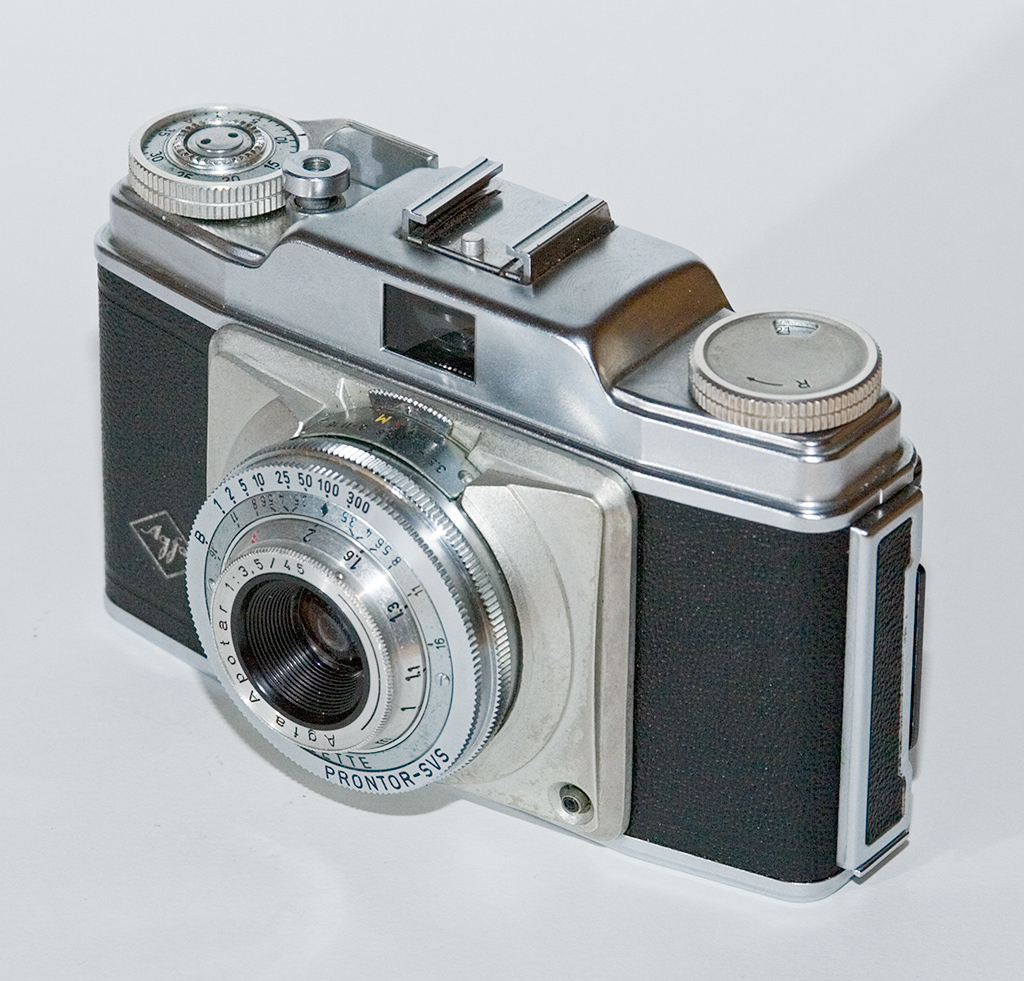
Agfa Silette
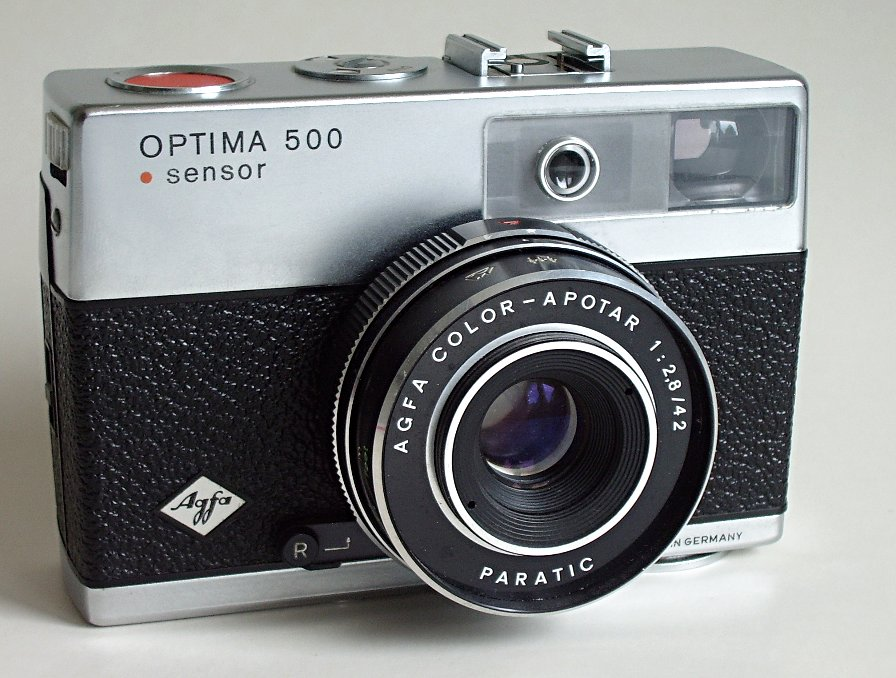
Agfa Optima